# 1958 год в истории изобразительного искусства СССР
1958 год отмечен рядом событий, оставивших заметный след в истории советского изобразительного искусства.

## События
- 29 января — выставка произведений художника Щербакова Бориса Валентиновича, привезённых автором из творческой поездки в ГДР, открылась в выставочном зале Союза художников СССР[1].
- Выставка художника И. Рубана открылась в Ленинграде в Музее Арктики и Антарктики. Экспонировалось свыше 150 картин, этюдов и рисунков, посвящённых природе и освоению Арктики и Антарктики.
- 21 февраля в Москве в залах Академии художеств СССР открылась Выставка «40 лет Советских Вооружённых сил». В выставке участвовало 294 художника, экспонировалось 518 произведений живописи, скульптуры, графики. Среди участников — Михаил Авилов, Исаак Бродский, Александр Герасимов, Игорь Грабарь, Митрофан Греков, Александр Дейнека, Мария Зубреева, Борис Иогансон, Юрий Непринцев, Виктор Орешников, Иосиф Серебряный, Владимир Серов, Николай Тимков, Рудольф Френц и другие художники. К выставке был издан иллюстрированный каталог работ.[2]
- 21 февраля — в Кремле К. Е. Ворошилов вручил ордена Трудового Красного Знамени ЛИЖСА имени И. Е. Репина и МГХИ имени В. И. Сурикова за заслуги в развитии советского изобразительного искусства и подготовку художественных кадров и в связи с 200-летием со дня основания Академии художеств СССР[1].
- 23 февраля — в Москве на Поклонной горе был установлен памятный гранитный знак с надписью: «Здесь будет сооружён памятник Победы советского народа в Великой Отечественной войне 1941—1945 годов». По поручению Совета Министров СССР Министерство культуры СССР, Госстрой СССР и Мосгорисполком объявили Всесоюзный открытый конкурс на лучший проект памятника Победы. Памятник планировалось соорудить в Москве в ознаменование всемирно-исторической победы советского народа и Вооружённых сил СССР в Великой Отечественной войне 1941-1945 годов и в связи с 15-й годовщиной победы. Памятник предполагалось установить на Поклонной горе, на территории проектируемого парка, с главным подходом к памятнику со стороны автомагистрали Москва - Минск[3]. Позднее в 1958 году вокруг посадили деревья, заложили парк, который назвали именем Победы. В 1970—1980-х годах на сооружение монументального памятника от проведённых субботников и личных взносов граждан было собрано 194 млн рублей. В дальнейшем выделялись средства государством и правительством Москвы. На весь комплекс отвели участок земли в 135 га. Строительство мемориального комплекса Победы началось в 1984 году. Комплекс был открыт ко дню 50-летия Победы, 9 мая 1995 года.
- 27 февраля — выставка произведений народного художника Грузинской ССР Ладо Гудиашвили открылась в выставочном зале Союза художников СССР в Москве. Экспонировалось 300 живописных и графических работ автора[1].
- 2 марта — передвижная выставка произведений ленинградских художников открылась в залах Новгородского историко-художественного музея. В последующем выставка была показана в Пскове и Кохтла-Ярве[4].
- Юбилейная выставка «200 лет Академии художеств СССР» показана в Москве. До этого выставка экспонировалась в Ленинграде в Музее Академии художеств. Среди участников — Анатолий Васильев, Игорь Веселкин, Александр Герасимов, Александр Дейнека, Борис Иогансон, Евсей Моисеенко, Андрей Мыльников, Юрий Непринцев, Виктор Орешников, Лия Острова, Глеб Савинов, Владимир Саксон, Владимир Серов, Ивана Сорокина, Михаил Труфанов и другие художники. К выставке был издан иллюстрированный каталог работ.[5]
- 11 марта — в залах Смоленского областного художественного музея открылась выставка скульптора С. Т. Конёнкова[4].
- 16 марта — в Москве закрылась Всесоюзная художественная выставка, посвящённая 40-летию Великой Октябрьской социалистической революции. Срок работы выставки дважды продлевался. За четыре с лишним месяца работы её посетили свыше одного миллиона человек. Из экспонировавшихся работ были сформированы 5 передвижных выставок, которые были показаны в столицах союзных республик и крупных городах. 90 лучших произведений представляли советское искусство на Всемирной выставке 1958 года в Брюсселе[6].
- Новым президентом Академии художеств СССР избран Борис Владимирович Иогансон, народный художник СССР, вице-президент Академии художеств СССР в 1953—1958 годах. На посту президента Академии художеств СССР Борис Иогансон находился до 1962 года.
- 12 апреля — выставка произведений Н. К. Рериха открылась в выставочном зале Союза художников СССР в Москве. Экспонировалось 226 живописных работ и эскизов театральных декораций[7].

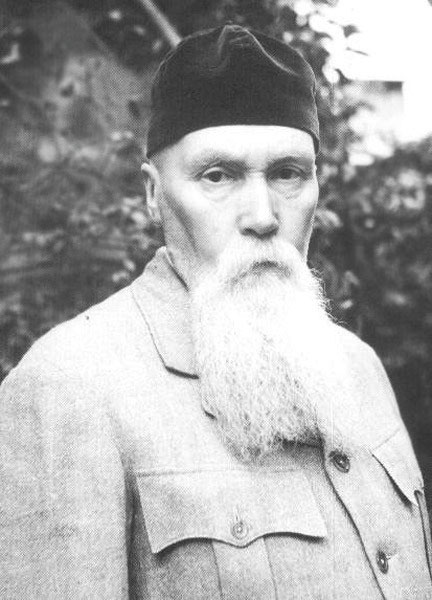
Николай Рерих
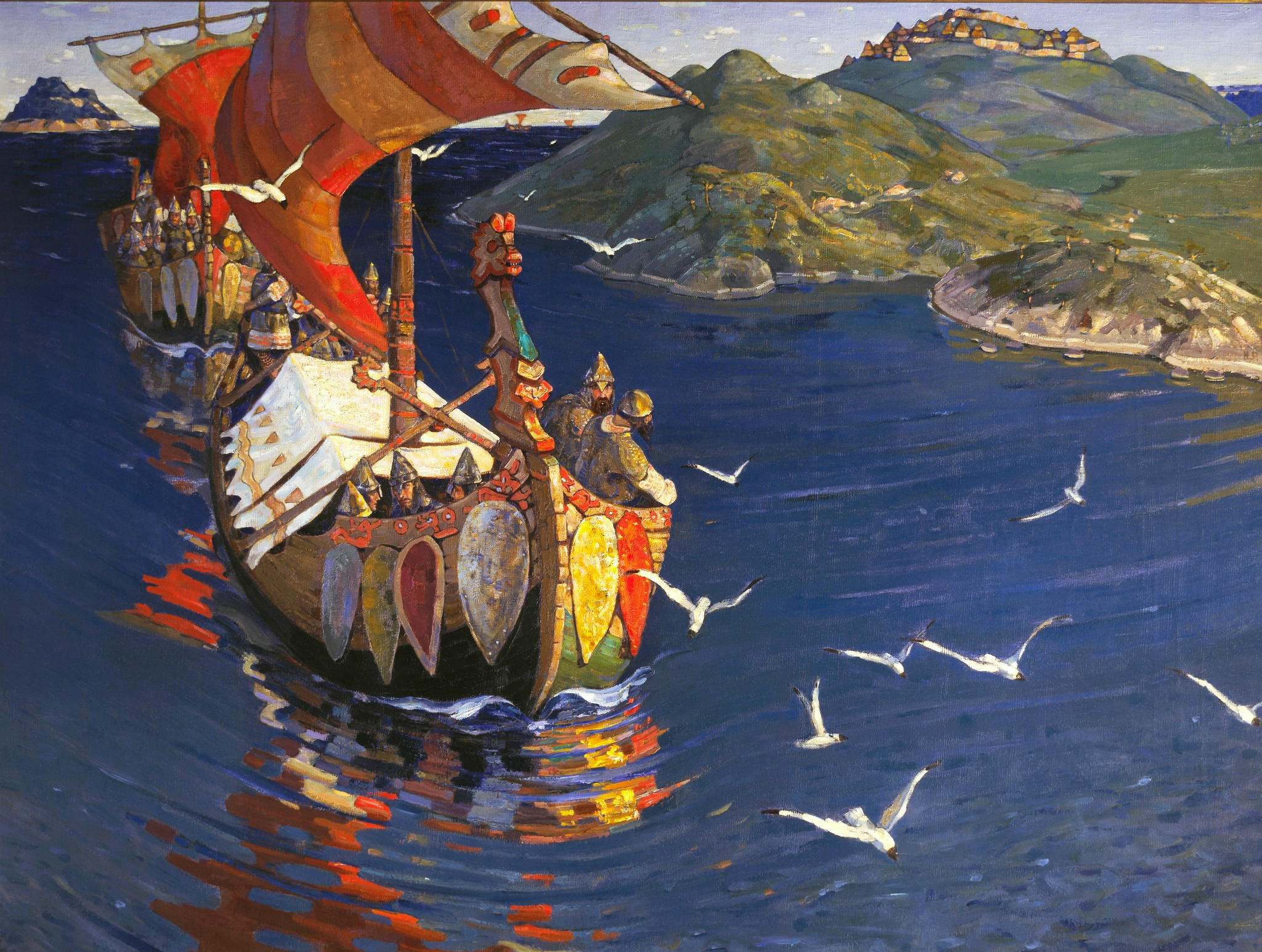
Заморские гости. 1901
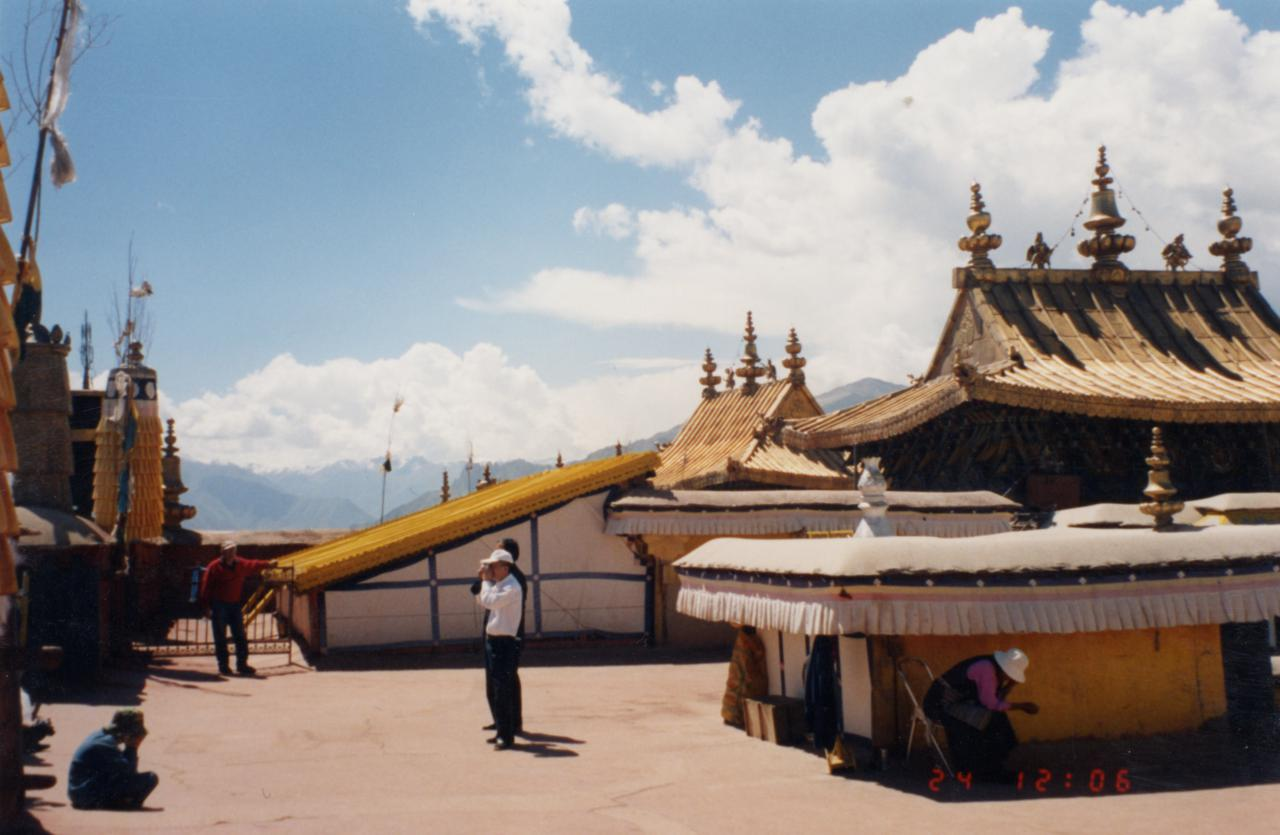
Лхаса. 1947

- Золотых медалей Академии художеств СССР за лучшие произведения, созданные в 1957 году, удостоены живописец Тулин Ю. и скульптор Бондаренко П. Серебряные медали получили живописец Левитин А. и график Дубинский Д. Президиум Академии художеств принял решение одновременно со вручением медалей выдавать художникам денежные премии в размере 10 тыс. руб за золотые медали и 5 тыс. руб за серебряные[8].
- 27 апреля — Выставка произведений ленинградского графика Конашевича В. М. к 70-летию со дня рождения художника открылась в залах Государственного Русского музея[9].
- 28 апреля — Выставка русского портрета XVIII - начала XX века открылась в Ленинграде в залах Научно-исследовательского музея Академии художеств. Экспонировалось свыше 200 произведений Дмитрия Левицкого, Владимира Боровиковского, Ореста Кипренского, Карла Брюллова, Ильи Репина, Ивана Крамского, Валентина Серова и других мастеров[10].
- 19 июня — 4-я Традиционная выставка работ молодых московских художников открылась в Доме художника (Кузнецкий мост, 11) и выставочном зале Союза художников СССР. Экспонировалось 1500 произведений живописи, скульптуры, графики, декоративно-прикладного искусства 600 авторов[11][12].
- 18 июля — Выставка произведений художника Дмитрия Налбандяна, выполненных автором за 25 лет творческой деятельности, открылась в Москве в залах Академии художеств СССР[13].
- 28 июля в Москве на площади Маяковского (ныне Триумфальная площадь) был открыт памятник В. В. Маяковскому. Авторы монумента — скульптор А. П. Кибальников[14][15] и архитектор Д. Н. Чечулин. Скульптура является памятником монументального искусства федерального значения.
- 15 августа — Выставка произведений Валентина Серова (1865-1911) открылась в Москве в залах Государственной Третьяковской галереи. Экспонировались работы художника из 30 музеев СССР, а также из частных собраний[16].

Валентин Серов
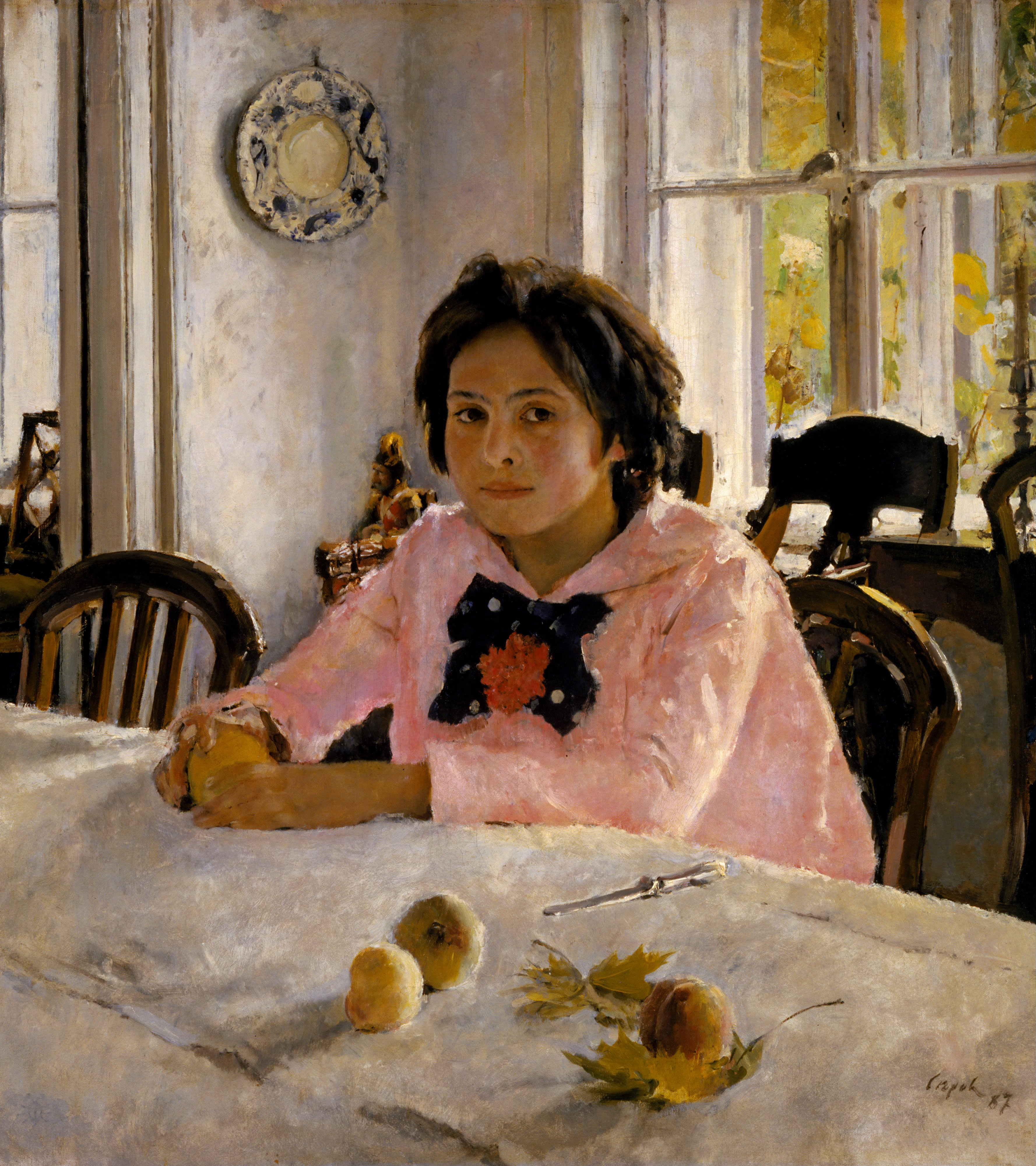
Девочка с персиками. 1887
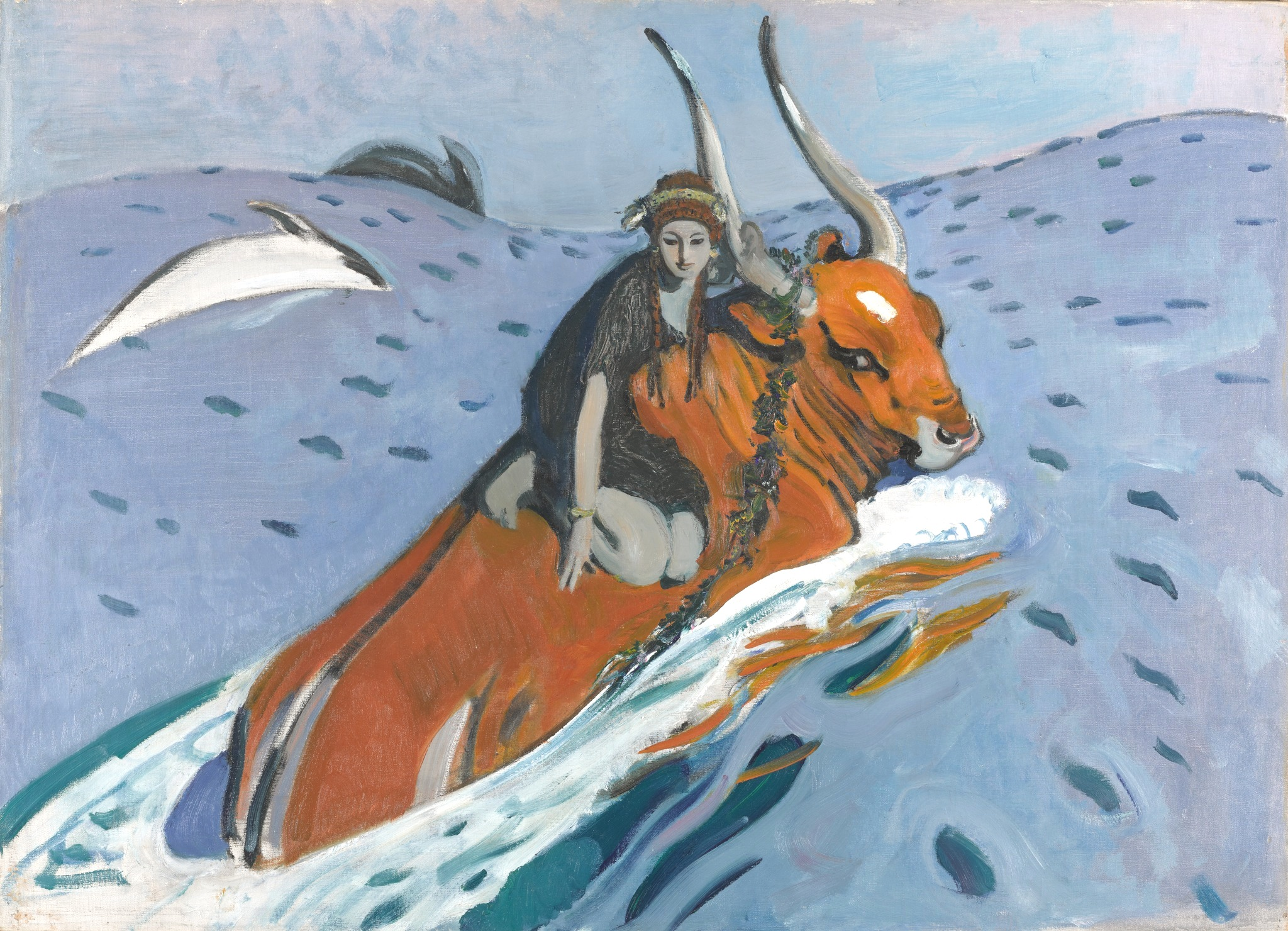
Похищение Европы. 1910
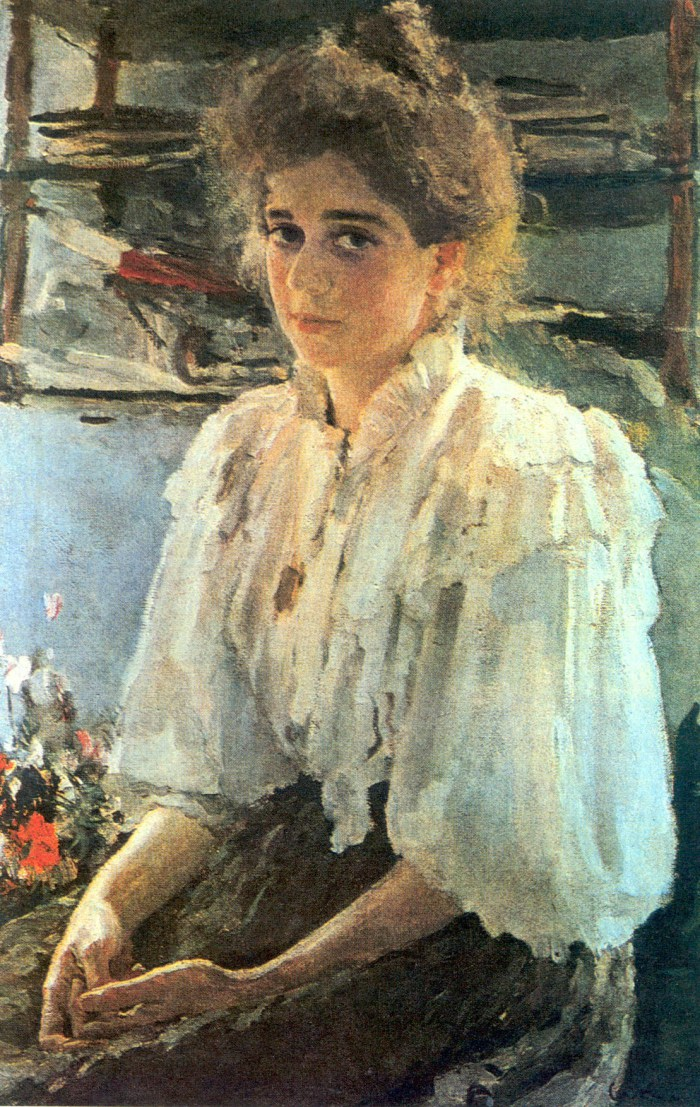
Портрет М. Львовой. 1895

- 24 августа на Соборной площади Владимира открыт монумент в честь 850-летия города.
- 27 августа — Выставка произведений Василия Щухаева открылась в Москве в зале Союза художников СССР. Экспонировались портреты, пейзажи, натюрморты и жанровые картины художника[17].
- 8 сентября — В Москве состоялось подписание Акта о передаче немецких культурных ценностей, находящихся на временном хранении в СССР. От Советского Союза Акт подписал А. Н. Косыгин[18].
- 13 сентября — «Шестая Всесоюзная выставка дипломных работ студентов художественных вузов СССР выпуска 1957 и 1958 годов» открылась в Москве в залах Академии художеств СССР. Экспонировались свыше 800 произведений, в том числе работы Златы Бызовой, Ивана Варичева, Елены Гороховой, Владимира Прошкина, Олега Еремеева, Владимира Малевского, Галины Румянцевой, Ильи Глазунова, Дмитрия Обозненко и других молодых художников. К выставке был издан подробный каталог работ[19][20][21][22].
- 14 сентября — в залах Астраханской картинной галереи имени Б. Кустодиева открылась выставка астраханских художников, посвящённая 400-летию Астрахани. Экспонировалось 150 произведений изобразительного искусства, в том числе художников, родившихся или учившихся в Астрахани[23].
- 29 сентября — памятник великому русскому художнику И. Е. Репину, сооружённый по проекту скульптора М. Г. Манизера, открыт в Москве на Болотной площади[24].
- 1 октября — Выставка советских и китайских художников «Москва - Пекин» открылась в Москве в выставочном зале Союза художников СССР[25].
- 14 октября подписан в печать первый номер журнала «Художник». Начинавшийся с тиража в 10 тыс. экз., в середине 1960-х журнал уже издавался тиражом 40 тыс. экз., а в 1980-е годы — 44 тыс. экз. На его страницах печатались лучшие произведения, статьи историков искусства и художественных критиков, обзоры музейных собраний, художественных выставок и литературы по изобразительному искусству.

- 18 октября в Москве в Центральном выставочном зале открылась Всесоюзная художественная выставка «40 лет ВЛКСМ». В выставке участвовало 1605 художников, экспонировалось 2000 произведений живописи, скульптуры, графики, монументально-декорационного и прикладного искусства, в том числе работы Михаила Аникушина, Николая Баскакова, Виктора Бундина, Златы Бызовой, Ивана Варичева, Нины Веселовой, Николая Галахова, Елены Гороховой, Вячеслава Загонека, Марины Козловской, Бориса Лавренко, Валентины Монаховой, Михаила Натаревича, Самуила Невельштейна, Дмитрия Обозненко, Глеба Савинова, Александра Самохвалова, Юрия Тулина и других художников. К выставке был издан иллюстрированный каталог работ.[26][27]
- 18 октября — Выставка работ 78 художников - членов Ленинградского отделения Художественного фонда СССР впервые открылась в залах ЛОСХ. Экспонировались произведения живописи и графики[28].
- 27 октября — Выставка советского изобразительного искусства открылась в Варшаве. Экспонировались работы Александра Дейнеки, Мартироса Сарьяна, Аркадия Пластова, Юрия Пименова, Василия Ефанова, Кукрыниксов, Николая Томского, Ивана Шадра, Евгения Вучетича и других мастеров советского изобразительного искусства[29].
- Выставка художников-графиков Бруни Л. А., Купреянова Н. Н. и Митурича П. В. открылась в Москве в зале Союза художников СССР[30].
- Картина «Лена. 1912 год» ленинградского художника Юрия Тулина отмечена премией Гран-при на международной выставке в Брюсселе.[31] Гран-при выставки получили также работы скульпторов Е. Вутечича («Перекуём мечи на орала»)и С. Конёнкова («Ф. М. Достоевский»). Почётными дипломами выставки были отмечены работы скульптора М. Манизера и живописца А. Пластова. Золотыми медалями жюри отметило картины живописцев А. Дейнеки, С. Герасимова, А. Герасимова, Б. Иогансона, П. Корина. Серебряными медалями были отмечены работы М. Девятова, Я. Ромаса, В. Серова, Н. Томского[32].
- Выставки произведений И. Е. Репина прошли в Государственной Третьяковской галерее в Москве и Государственном Русском музее в Ленинграде[24].

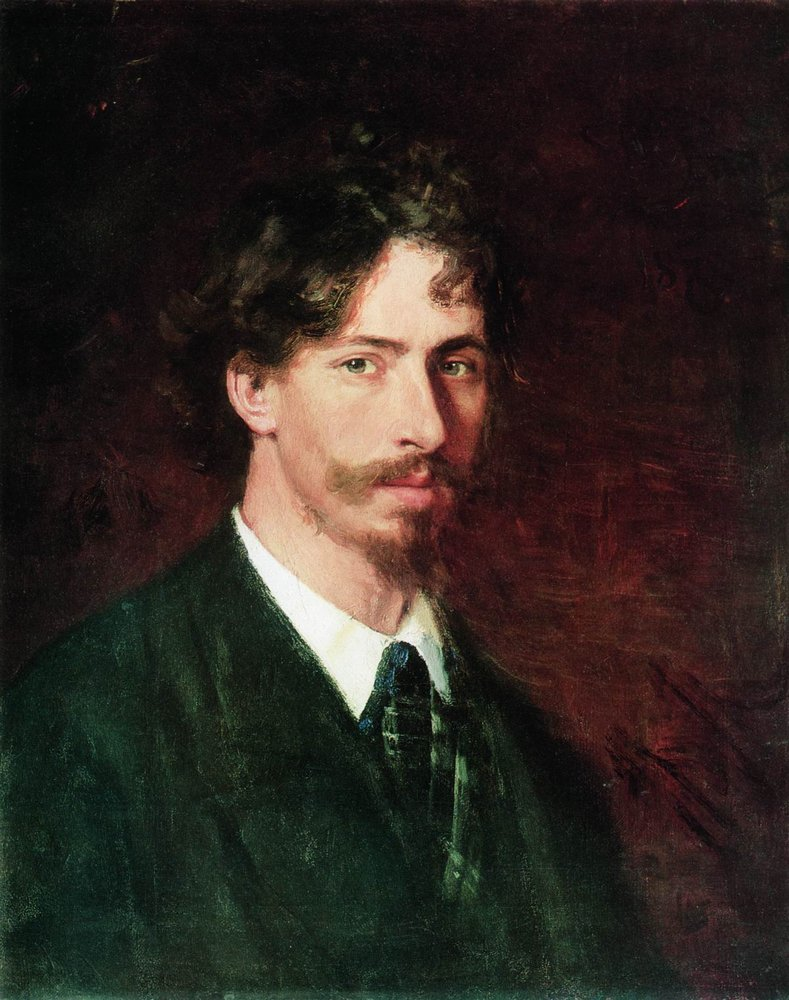
Илья Репин
Портрет П. М. Третьякова. 1883
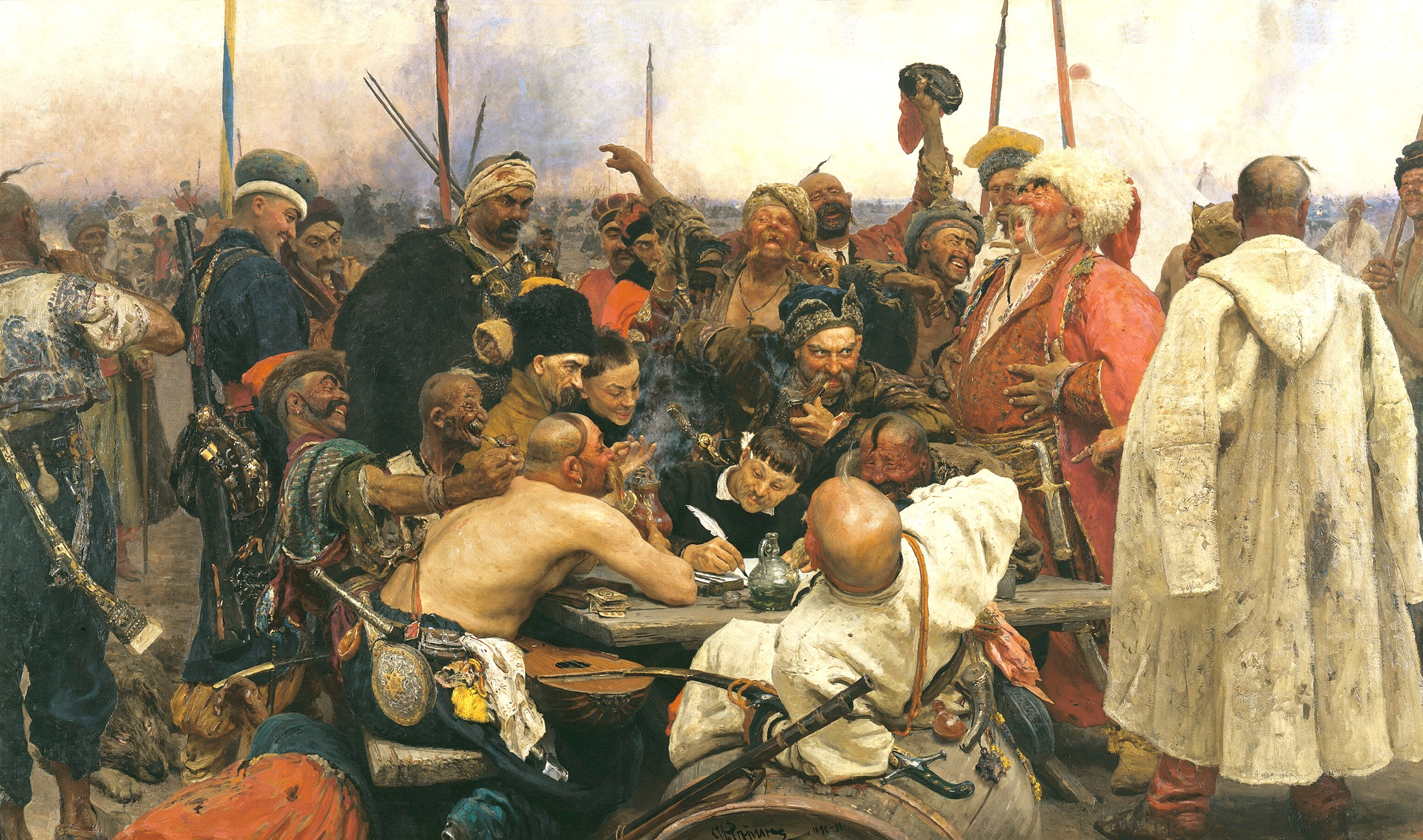
Запорожцы пишут письмо Турецкому султану. 1891
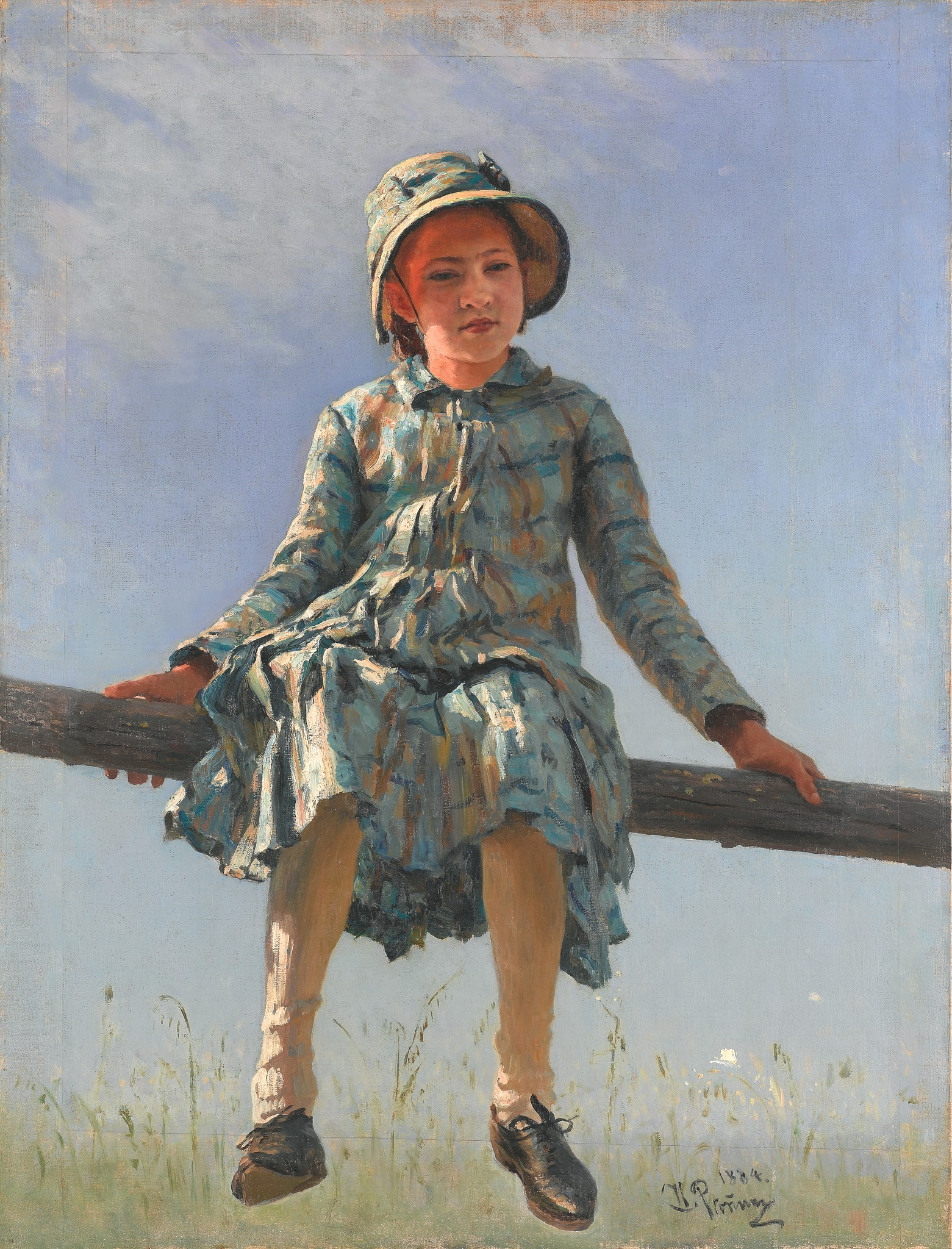
Стрекоза. 1884

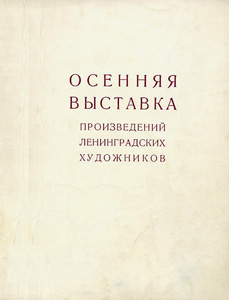
Каталог выставки

- «Осенняя выставка ленинградских художников 1958 года» открылась в залах Ленинградского Союза советских художников. На выставке экспонировались работы 510 авторов. К выставке был издан подробный каталог работ.[33]
- 3 ноября — В Дрездене открылась выставка произведений искусства, спасённых Советской Армией и переданных советским правительством ГДР[29].
- 5 ноября — Выставка произведений выдающегося русского художника-баталиста Верещагина Василия Васильевича (1842-1904) открылась в залах Государственного Русского музея[34].

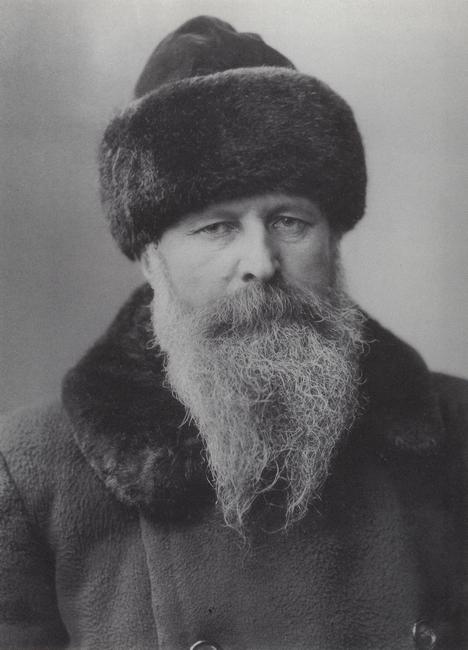
Василий Верещагин
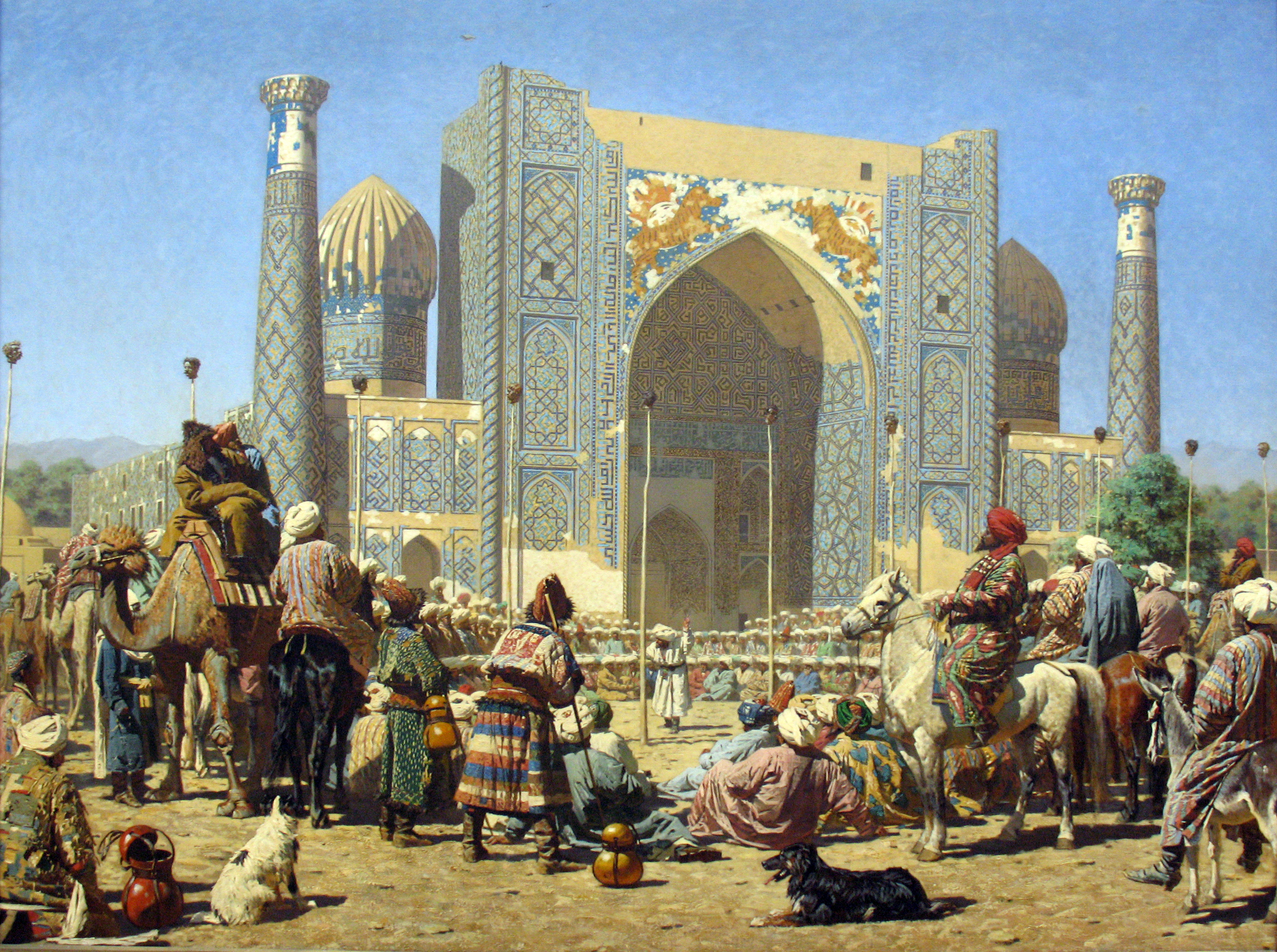
Торжествуют. 1872
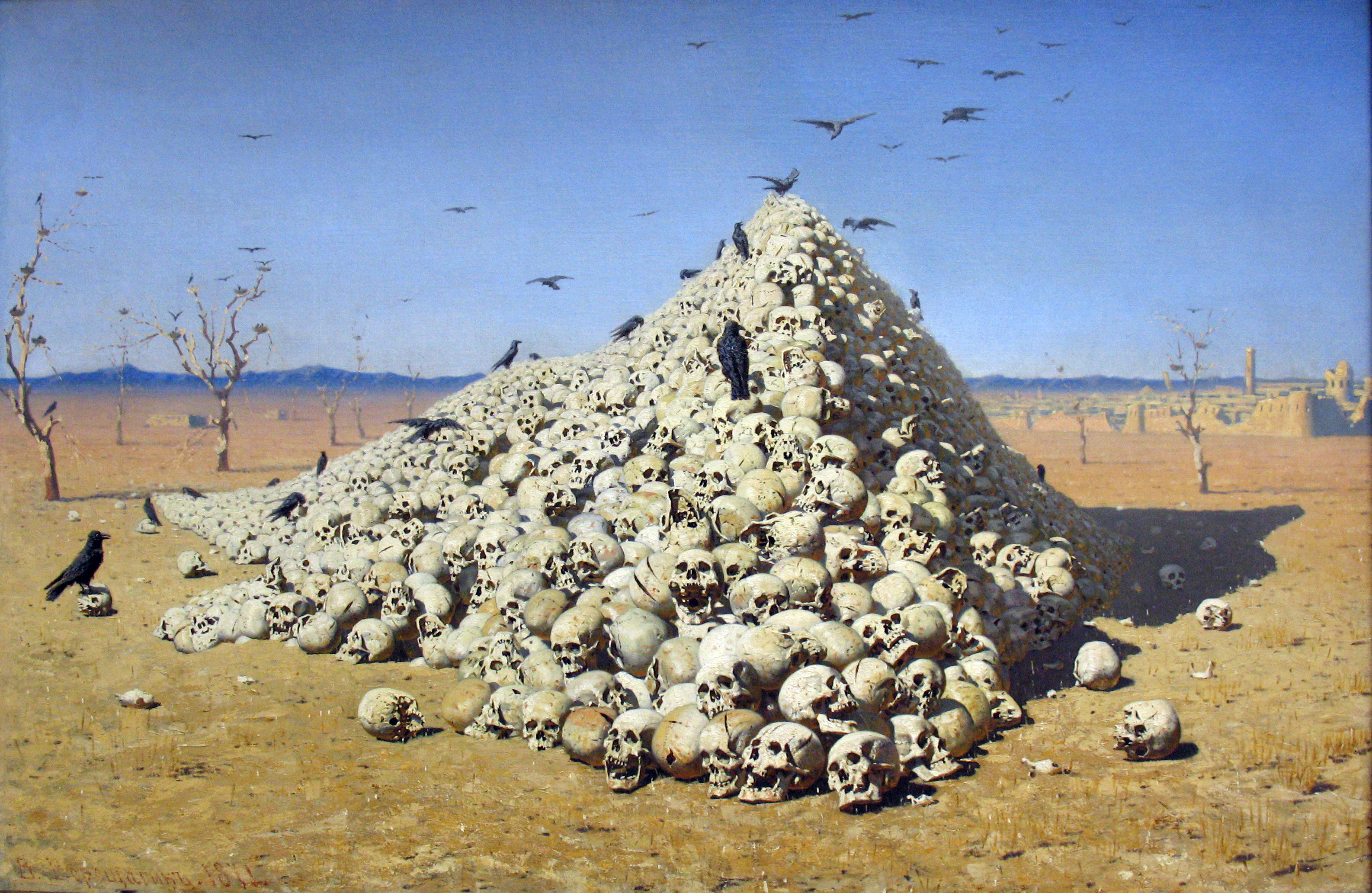
Апофеоз войны. 1871
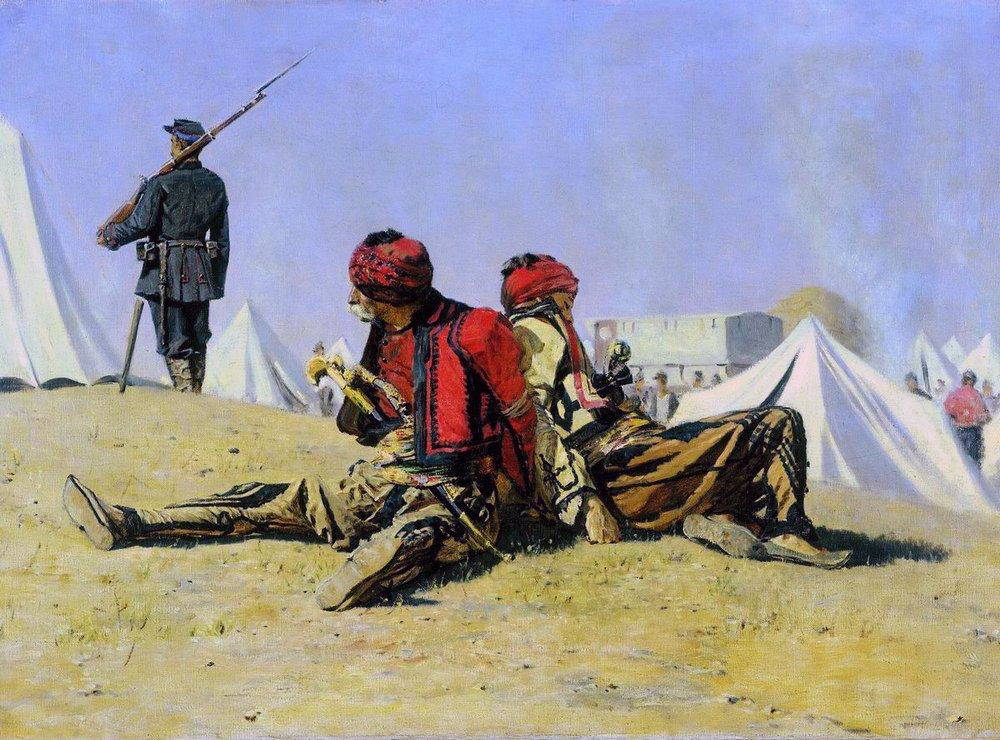
Башибузуки. 1879

- В ноябре в Ярославле открылась выставка произведений художников Поволжья[35].
- 19 ноября в Ленинграде в залах Государственного Русского музея открылась «Всесоюзная выставка эстампа». В выставке участвовало 372 художника, экспонировалось 961 произведение.[36]
- 24 ноября — Выставка произведений Д. Моора к 75-летию со дня рождения художника, открылась в Москве в выставочных залах МОСХ[28].
- Ретроспективная выставка произведений художника Налбандяна Д. А. открылась в Москве[37].
- 20 декабря — В Москве на Лубянской площади, названной именем Дзержинского после его смерти (1926), установлен памятник Ф. Э. Дзержинскому скульптора Евгения Вучетича. 22 августа 1991 года, после неудачной попытки ГКЧП отстранить от власти Горбачёва, памятник демонтирован по постановлению Моссовета[38] и перенесён[39] в Парк Искусств за ЦДХ[40].
- 26 декабря в Москве в Центральном выставочном зале открылась «Выставка произведений изобразительного искусства социалистических стран». В ней приняли участие свыше 1200 художников из 12 стран[41], в том числе 245 советских художников, среди них Михаил Аникушин, Александр Герасимов, Сергей Герасимов, Алексей Грицай, Александр Дейнека, Геннадий Епифанов, Василий Ефанов, Борис Иогансон, Сергей Конёнков, Пётр Кончаловский, Павел Корин, Андрей Мыльников, Юрий Непринцев, Виктор Орешников, Глеба Савинова, Михаил Труфанов и другие советские художники и скульпторы[42]. К выставке был издан иллюстрированный каталог работ.[43][44]

## Родились

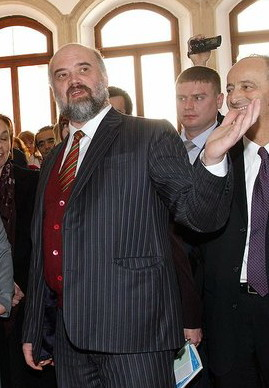
Сергей Андрияка

- 14 июля — Андрияка Сергей Николаевич, российский график и живописец, народный художник Российской Федерации.

## Скончались

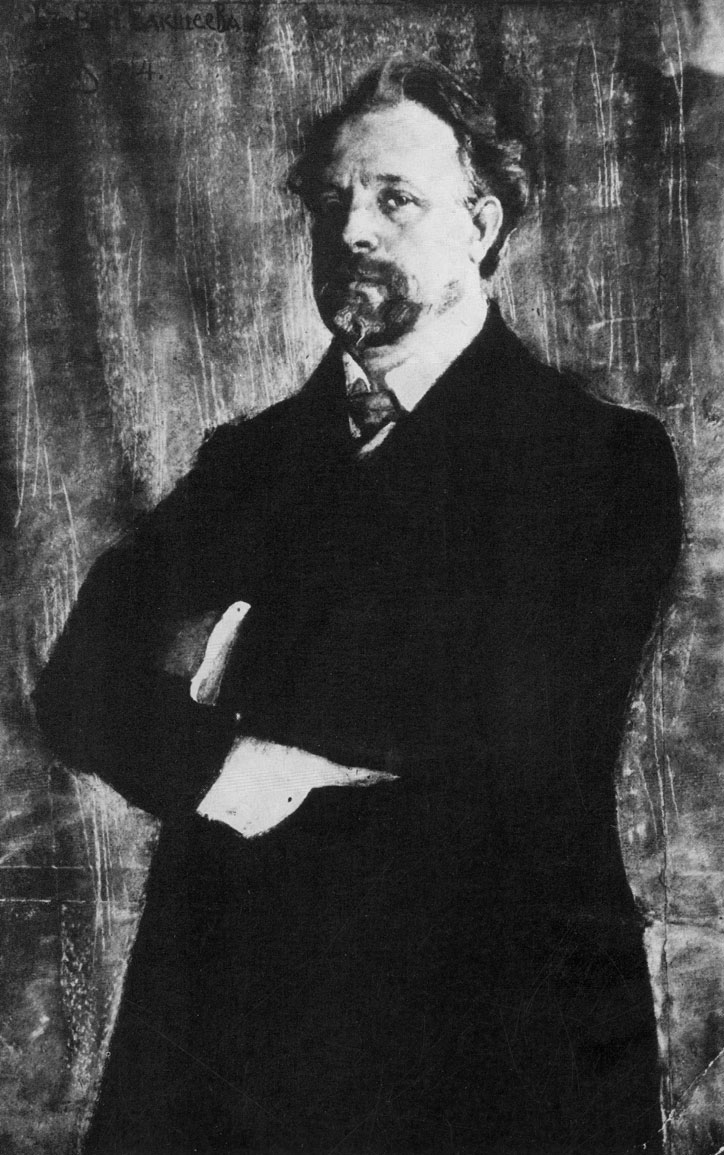
Василий Бакшеев

- 11 апреля — Юон Константин Фёдорович, российский советский живописец, Народный художник СССР, действительный член Академии художеств СССР (род. в 1875).
- 6 мая — Крымов Николай Петрович, русский советский живописец и педагог (род. в 1884).
- 28 сентября — Бакшеев Василий Николаевич, русский советский живописец, Народный художник СССР, действительный член Академии художеств СССР (род. в 1862).
- 1 октября — Фальк Роберт Рафаилович, московский живописец и педагог (род. в 1886).
- 12 октября — Ивановский Пётр Иванович, российский советский живописец, график и педагог (род. в 1906)
- 16 октября — Кирсанов Михаил Герасимович, русский советский живописец (род. в 1889).